# چاغلار ارطغرل
چاغلار ارطغرل  (ترکی استانبولی: Çağlar Ertuğrul؛ زادهٔ ۵ نوامبر ۱۹۸۷) بازیگر اهل ترکیه است.

## زندگی و حرفه
چاغلار ارطغرل  در ۵ نوامبر ۱۹۸۷ در کارشیاکا، ازمیر زاده شد. او فرزند دوم خانواده است و یک خواهر بزرگ‌تر دارد. مادر او دندانپزشک و پدر او مهندس ژئولوژی است. او در سال ۲۰۰۵ از دبیرستان و در سال ۲۰۱۱ در رشته مهندسی مکانیک دانشگاه کوچ استانبول فارغ‌التحصیل شد. او برای اولین بار در دوران دانشجویی با تئاتر آشنا شد. او در این دوران کانال یوتیوب خود را نیز راه‌اندازی کرد که در آن ویدیوهای خنده‌دار را در سبک‌های مختلف کمدی به اشتراک می‌گذاشت.
او برای اولین بار در ۱۳ آوریل ۲۰۰۹ در نمایشی به نام «رومئو و ژولیت» در دانشگاه کوچ روی صحنه رفت. پس از آن در چندین تئاتر دیگر به ایفای نقش پرداخت. او پس از فارغ التحصیلی از دانشگاه، به مدت یک سال در کلاس‌های بازیگری آکادمی 35 Buçuk وحیده گوردوم شرکت کرد و در آتلیه هنری MOTA3 درس‌های مدرن بازیگری را آموخت. او ابتدا در چند آگهی تبلیغاتی مقابل دوربین رفت تا اینکه در سال ۲۰۱۲ نقش اصلی یک فیلم نظامی به نام کوه به کارگردانی آلپر چاغلار را بر عهده گرفت و نقش سربازی به نام «اوز» را بازی کرد. در این فیلم چاغلار ارطغرل را اوفوک بایراکتار همراهی می‌کرد. این فیلم 3 میلیون لیره فروش داشت . او پس از این فیلم به خاطر بازی تحسین‌آمیزش شناخته شد. پس از آن پیشنهاد بازی در مجموعهٔ تلویزیونی تلویزیونی «به خاطر من ناراحت نباش» را پذیرفت و با نقش «سینان» وارد قاب تلویزیون شد. بعد از آن او در چندین مجموعهٔ تلویزیونی و فیلم سینمایی به ایفای نقش پرداخت. وی در سال ۲۰۱۶ با بازی در سینمایی
«کوه ۲» به شهرت زیادی در ترکیه و سپس در عرصه جهانی دست پیدا کرد. در ۲۰۱۶-۲۰۱۷، او در مدرسه تئاتر و فیلم لی استراسبرگ در غرب هالیوود به تحصیل متد بازیگری و کمدی بداهه پرداخت.
در سال ۲۰۱۴، این بازیگر در مجموعه‌های تلویزیونی مانند گرگ سعید و شورا و «گردن خمیده‌ها» بازی کرد. او در سال ۲۰۱۵ در فیلم کمدی به من قصه بگو به نویسندگی و کارگردانی بوراک آکساک شرکت کرد و در مجموعهٔ تلویزیونی تلویزیونی جذر و مد بازی کرد. در سال ۲۰۱۶ فیلم اکشن Mountain ۲ اکران شد و پربیننده ترین فیلم آن سال شد. در سال ۲۰۱۷ در فیلم سینمایی کمدی «ما پیش شما برمی‌گردیم» بازی کرد. او در سال ۲۰۱۷ در مجموعهٔ تلویزیونی تلویزیونی فضیلت خانم و دخترانش در ژانر درام به ایفای نقش پرداخت. این مجموعهٔ تلویزیونی که ۵۰ قسمت به طول انجامید، به مدت ۲ فصل پخش شد و به بیش از ۵۰ کشور فروخته شد. او در این مجموعهٔ تلویزیونی نقش «یاز اگمن» را بازی می‌کرد و این شخصیت بسیار مورد توجه قرار گرفت. او در سال ۲۰۱۸ در حالی که مجموعهٔ تلویزیونی ادامه داشت در فیلم «خانوادگی متعجبیم» نقش مکمل را ایفا کرد. این فیلم سومین فیلم پربیننده کشور در آن سال بود. او بازی در فیلم‌های سینمایی خود را با بازی در کمدی رمانتیک «با من بمان» و درام «بوی دخترم را می‌دهی» ادامه داد. او برای بازی در فیلم با من بمان جایزه بازیگر مرد سال ترکیه را دریافت کرد.
او بین سال‌های ۲۰۱۹ تا ۲۰۲۰ در مجموعهٔ تلویزیونی تلویزیونی عشق تجملاتی بازی کرد و هم‌بازی او در این مجموعهٔ تلویزیونی بورجو اوزبرک بود. چاغلار ارطغرل برای بازی در این مجموعهٔ تلویزیونی، جایزه بهترین بازیگر مرد در کمدی رمانتیک را در چهل و ششمین دوره جوایز پروانه طلایی دریافت کرد. او در مجموعهٔ تلویزیونی تشکیلات که بین سال‌های ۲۰۲۱ تا ۲۰۲۲ از شبکه تی‌آر‌تی ۱ پخش شد، نقش اصلی را بر عهده گرفت. این مجموعهٔ تلویزیونی به نرخ تماشای بالایی رسید و رکورد ریتینگ را شکست. او در چهل و هفتمین دوره جوایز پروانه طلایی جایزه بهترین بازیگر مرد را برای ایفای نقش «سردار کلیچ اصلان» در این مجموعهٔ تلویزیونی دریافت کرد. پس از هالوک بیلگینر، او دومین بازیگر مردی است که در دو بخش مختلف پروانه طلایی دریافت کرده است. او دو فصل در مجموعهٔ تلویزیونی اکشن تشکیلات حضور داشت اما پس از پایان فصل دوم به دلیل جراحات وارده، بازی در این مجموعهٔ تلویزیونی در فصل سوم را ادامه نداد. او پس از مدتی پیشنهاد بازی در مجموعهٔ تلویزیونی دیجیتالی ماگارسوس، تولید بلوتی‌وی را پذیرفت و برای ایفای نقش در این مجموعهٔ تلویزیونی وزن خود را افزایش داد.

## فیلم‌شناسی
| تلویزیون     | تلویزیون              | تلویزیون             | تلویزیون        | تلویزیون      |
| سال          | عنوان                 | نقش                  | یادداشت         | کانال         |
| ------------ | --------------------- | -------------------- | --------------- | ------------- |
| 2012-2014    | برایم ناراحت نباش     | Sinan Avcıoğlu       | Başrol oyuncusu | atv / Show TV |
| 2014         | Beyaz Karanfil        | Başar Korkmaz        | Başrol oyuncusu | atv           |
| 2014         | Boynu Bükükler        | Galoş Ersen          | Başrol oyuncusu | Kanal D       |
| 2014         | Galip Derviş          | Mert Kıran           | Yardımcı oyuncu | Kanal D       |
| 2014         | سعید و شورا           | Yusuf                | Yardımcı oyuncu | Star TV       |
| 2015         | جزر و مد              | İnanç Pars           | Konuk oyuncu    | Star TV       |
| 2017-2018    | فضیلت خانم و دخترانش  | Yağız Egemen         | Başrol oyuncusu | Star TV       |
| 2019-2020    | عشق تجملاتی           | Kerem Yiğiter        | Başrol oyuncusu | Kanal D       |
| 2021-2022    | تشکیلات               | Serdar Kılıçarslan   | Başrol oyuncusu | TRT 1         |
| 2024         | Kalpazan              | Kartal Akkaya        | Başrol oyuncusu | Show TV       |
| اینترنت      |                       |                      | Başrol oyuncusu |               |
| سال          | عنوان                 | نقش                  | یادداشت         | پلتفرم        |
| 2023-günümüz | Magarsus              | Turgut Kurak         | Başrol oyuncusu | BluTV         |
| 2024-        | Prens                 | Kaptan Vandyke       | Yardımcı oyuncu | BluTV         |
| 2024         | Sorgu                 | Metin Yazıcı         | Başrol oyuncusu | beIN CONNECT  |
| سینما        |                       |                      |                 |               |
| سال          | عنوان                 | نقش                  | یادداشت         |               |
| 2012         | کوه                   | Çavuş Oğuz Çağlar    | Başrol oyuncusu |               |
| 2014         | Panzehir              | Kağan Dağdeviren     | Başrol oyuncusu |               |
| 2015         | Bana Masal Anlatma    | Erdil                | Yardımcı oyuncu |               |
| 2016         | Dağ II                | Üsteğmen Oğuz Çağlar | Başrol oyuncusu |               |
| 2017         | Biz Size Döneriz      | Akın Yılmaz          | Başrol oyuncusu |               |
| 2018         | Ailecek Şaşkınız      | Onay                 | Yardımcı oyuncu |               |
| 2018         | Yanımda Kal           | Emir                 | Başrol oyuncusu |               |
| 2019         | Kızım Gibi Kokuyorsun | İbrahim              | Başrol oyuncusu |               |
| Yakında      | Seans                 |                      | Başrol oyuncusu |               |

## جوایز و نامزدی
| سال  | جوایز                               | رده                                          | نام مجموعه           | نتیجه |
| 2018 | جوایز جوانان ترکیه                  | بهترین بازیگر تلویزیونی                      | فضیلت خانم و دخترانش | برنده |
| 2019 | جشنواره بین‌المللی فیلم اروپای شرقی  | بهترین بازیگر نقش اول مرد در فیلم خارجی زبان | بوی دخترم را می‌دهی   | برنده |
| 2019 | جوایز پروانه طلایی                  | بهترین بازیگر مرد سریال کمدی رمانتیک         | عشق تجملاتی          | برنده |
| 2019 | جوایز پروانه طلایی                  | بهترین زوج تلویزیونی (کرم و عایشه)           | عشق تجملاتی          | نامزد |
| 2019 | جوایز جوانان ترکیه                  | بهترین بازیگر مرد در فیلم سینمایی            | با من بمان           | برنده |
| 2019 | جوایز جوانان ترکیه                  | بهترین بازیگر مرد فیلم                       | با من بمان           | برنده |
| 2020 | جشنواره بین‌المللی فیلم اروپای شمالی | بهترین بازیگر نقش اول مرد در فیلم خارجی زبان | بوی دخترم را می‌دهی   | برنده |
| 2020 | جوایز پروانه طلایی                  | بهترین بازیگر مرد                            | عشق تجملاتی          | نامزد |
| 2020 | جوایز جوانان ترکیه                  | بهترین بازیگر مرد تلویزیونی                  | عشق تجملاتی          | برنده |
| 2021 | جوایز پروانه طلایی                  | بهترین بازیگر مرد                            | تشکیلات              | برنده |
| 2022 | جوایز مجله کیفیت                    | بهترین بازیگر مرد باکیفیت                    | تشکیلات              | برنده |
|      | جوایز مجله کیفیت                    |                                              | تشکیلات              |       |